# برنامج الأمم المتحدة المشترك لمكافحة الإيدز
برنامج الأمم المتحدة المشترك لفيروس نقص المناعة البشرية/الإيدز (بالإنجليزية: Joint United Nations Programme on HIV/AIDS)‏ ويسمى اختصاراً UNAIDS هو برنامج للأمم المتحدة لتنسيق أنشطة وكالات الأمم المتحدة المختلفة والمتخصصة في مجال مكافحة جائحة فيروس نقص المناعة البشرية / الإيدز.
تأسس في 1 ديسمبر 1995 ومقره الرئيسي في جنيف بسويسرا. المدير التنفيذي للبرنامج هو الخبير المالي ميشيل سيديبي منذ 1 ديسمبر 2008.